# 3. Liga Frauen (Handball) 2020/21
Die Saison 2020/21 der 3. Liga im Handball der Frauen war die elfte in ihrer Geschichte. In fünf Staffeln sollte um die Qualifikation zur 2. Bundesliga gespielt werden. Infolge der Corona-Pandemie wurde die Saison vorzeitig vom Deutschen Handballbund (DHB) für beendet erklärt. Die Aufsteiger zur 2. Bundesliga wurden in einem außerordentlichen Modus ermittelt.

## Außerordentlicher Modus
Nachdem die Spielzeit wegen der COVID-19-Pandemie ab November 2020 ausgesetzt worden war, beschloss der Vorstand des Deutschen Handballbundes Ende März 2021 eine Änderung des Austragungsmodus.
Vorgesehen war mit Datum 27. März 2021 zunächst dies: Die Teams von Frankfurter Handball Club, MTV Heide und TV Aldekerk sollten in einer Gruppe (Nord) und die Teams von ESV 1927 Regensburg, SV Allensbach und Fortuna Düsseldorf in einer anderen Gruppe (Süd) um den Aufstieg spielen, wobei die Einteilung nach regionalen Gesichtspunkten erfolgte. Die Aufstiegsrunde sollte am 24./25. April beginnen und zum 12./13. Juni 2021 beendet werden. In einer einfachen Vorrunde sollten die Gruppenmitglieder jeder gegen jeden spielen, jedes Team mit einem Heim- und ein Auswärtsspiel. Die Teams, die die Plätze 1 und 2 der beiden Gruppen belegten, sollten in einer Zwischenrunde mit Überkreuzspielen in Hin- und Rückspiel die ersten zwei Aufstiegsplätze ausspielen. Ebenfalls in Hin- und Rückspiel sollten die beiden Drittplatzierten der Gruppen in einer Qualifikationsrunde um die Teilnahme an der Endrunde kämpfen, in der die Verlierer der Zwischenrunde und das Siegerteam der Qualifikationsrunde in einer einfachen Runde einen dritten Aufstiegskandidaten ermitteln sollten, der dann in zwei Relegationsspielen gegen das drittletzte Team der 2. Liga angetreten wäre.
Nachdem der Verein Fortuna Düsseldorf am 8. April 2021 seinen Rückzug erklärt hatte, wurde die Aufstiegsrunde neu aufgestellt. Frankfurter HC, MTV von 1860 Heide, TV Aldekerk 07, ESV 1927 Regensburg und SV Allensbach ermittelten im Mai in einer Fünfer-Runde im Modus Jeder-gegen-Jeden zwei direkte Aufsteiger in die 2. Liga. Die drittplatzierte Mannschaft dieser Aufstiegsrunde spielte in einer Relegation gegen den Drittletzten der 2. Liga um den letzten freien Platz.
- 1./2. Mai 2021: MTV Heide – SV Allensbach 30:25 (17:11), Frankfurter HC – ESV Regensburg 20:29 (9:18)
- 8./9. Mai 2021: TV Aldekerk – ESV Regensburg 24:23 (13:12), MTV Heide – Frankfurter HC 20:18 (11:11)
- 15./16. Mai 2021: ESV Regensburg – MTV Heide 32:25 (16:15), SV Allensbach – TV Aldekerk 27:27 (12:12)
- 22./23. Mai 2021: ESV Regensburg – SV Allensbach 39:27 (20:16), Frankfurter HC – TV Aldekerk 25:24 (12:11)
- 29./30. Mai 2021: SV Allensbach – Frankfurter HC 29:28 (14:15), TV Aldekerk – MTV Heide 25:30 (14:16)

| Pl.                 | Verein         | Sp. | S | U | N | Tore      | Diff. | Punkte |
| ------------------- | -------------- | --- | - | - | - | --------- | ----- | ------ |
| 1.                  | ESV Regensburg | 4   | 3 | 0 | 1 | 0123:960  | +27   | 06:20  |
| 2.                  | MTV Heide      | 4   | 3 | 0 | 1 | 0105:1000 | +5    | 06:20  |
| 3.                  | TV Aldekerk    | 4   | 1 | 1 | 2 | 0100:1050 | −5    | 03:50  |
| 4.                  | SV Allensbach  | 4   | 1 | 1 | 2 | 0108:1240 | −16   | 03:50  |
| 5.                  | Frankfurter HC | 4   | 1 | 0 | 3 | 091:1020  | −11   | 02:60  |
| Stand: 30. Mai 2021 |                |     |   |   |   |           |       |        |

Der ESV Regensburg und der MTV Heide standen damit als Aufsteiger in die 2. Bundesliga fest. Der TV Aldekerk spielte eine Relegationsrunde gegen die SG 09 Kirchhof aus der 2. Bundesliga:
|              |                |                | Ergebnis      |
| ------------ | -------------- | -------------- | ------------- |
| 5. Juni 2021 | SG 09 Kirchhof | TV Aldekerk    | 27:27 (13:12) |
| 9. Juni 2021 | TV Aldekerk    | SG 09 Kirchhof | 24:22 (13:8)  |
| Gesamt       | SG 09 Kirchhof | TV Aldekerk    | 49:51         |

Der TV Aldekerk steigt damit in die 2. Bundesliga auf, die SG 09 Kirchhof in die 3. Liga ab.

## Ursprünglicher Modus
Die 3. Liga der Frauen bestand aus fünf Staffeln, deren Zusammensetzung nach geografischen Gesichtspunkten erfolgte. Gespielt werden sollte in jeder Staffel ein Doppelrundenturnier. Nach dem Abbruch der Saison wurden die Spiele für ungültig erklärt.
In der Staffel Mitte traten an: SC Markranstädt, SG TSG/DJK Mainz-Bretzenheim, HSG Gedern/Nidda, Thüringer HC II, TSG 1888 Eddersheim, SV Germania Fritzlar, 1. FSV Mainz 05 II, HSG Rodgau Nieder-Roden, HV Chemnitz, HSG Kleenheim-Langgöns, SV Union Halle-Neustadt II und HSG Lumdatal.
Die Staffel Nord-Ost bestand aus Buxtehuder SV II, Frankfurter Handball Club, SV Henstedt-Ulzburg, TSV Wattenbek, Rostocker HC, HG Owschlag-Kropp-Tetenhusen, Pfeffersport Berlin, TV Oyten, MTV Heide, SC Alstertal-Langenhorn, HSG Mönkeberg-Schönkirchen und SV Grün-Weiß Schwerin.
In der Staffel Nord-West spielten: PSV Recklinghausen, TV Hannover-Badenstedt-Vinnhorst, BV Borussia 09 Dortmund II, HSG Blomberg-Lippe II, VfL Oldenburg II, TV Aldekerk, BV Garrel, Hannoverscher SC, Königsborner SV, ASC 09 Dortmund, SFN Vechta und Ibbenbürener Spvg.
Die Staffel Süd bestand aus: SV Allensbach, ESV 1927 Regensburg, TV Nellingen, TSV Wolfschlugen, TuS Metzingen II, TPSG FA Göppingen II, TSV Haunstetten, TS Herzogenaurach, HCD Gröbenzell, HSG Würm-Mitte, TSV Heiningen 1892 und ASV Dachau (Rückzug).
In der Staffel Süd-West traten die Vereine HSG St. Leon/Reilingen, TSV Bayer 04 Leverkusen II, Fortuna Düsseldorf, 1. FC Köln, HSG Wittlich, TG 88 Pforzheim, Turnerbund Wülfrath, SG Schozach-Bottwartal, DJK St. Michael Marpingen-SC Alsweiler, SG Kappelwindeck/Steinbach, TV Möglingen und TSG Ketsch II an.